# Bitwa pod Słonimem (1919)

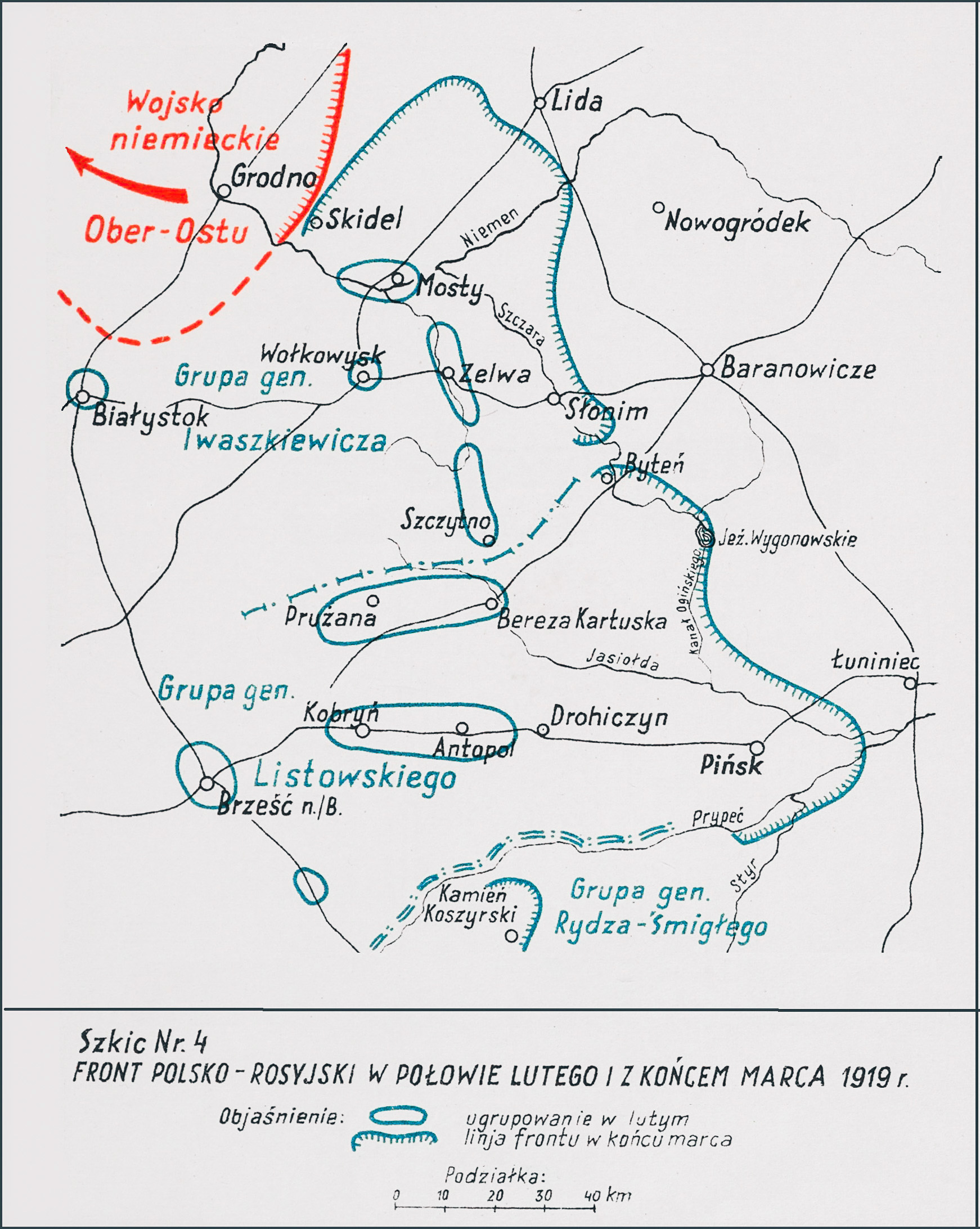
Adam Przybylski,
Wojna polska 1918–1921

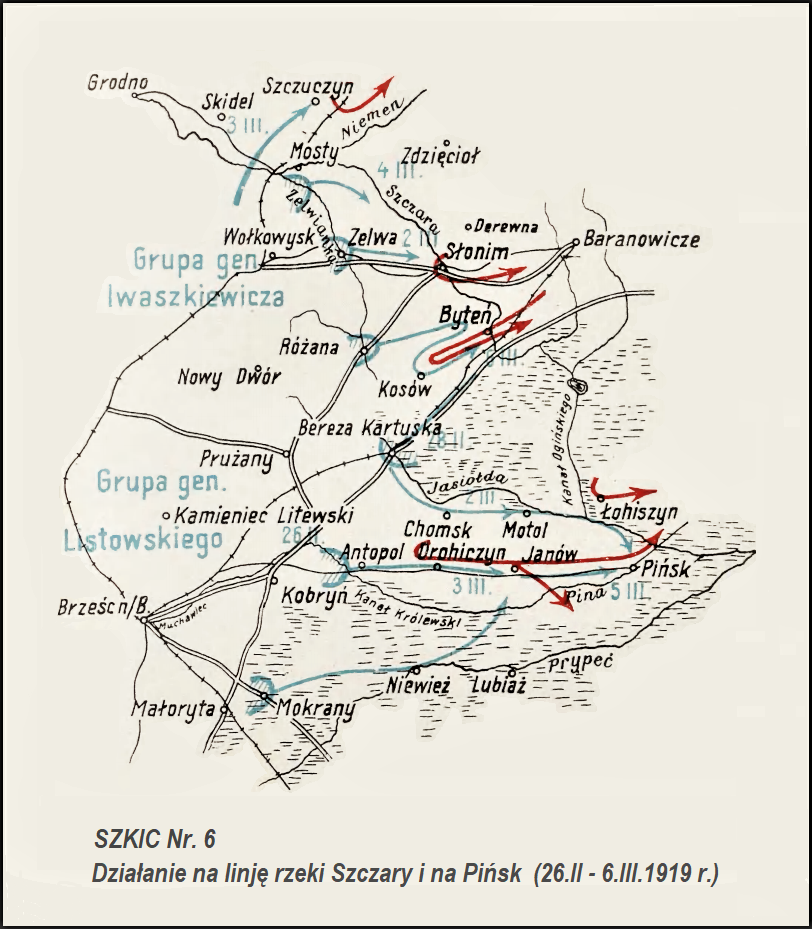
A. Przybylski, Działania wstępne...

Bitwa pod Słonimem – walki polskiego Mińskiego pułku strzelców z sowieckimi „warszawskim” i „grodzieńskim” pułkiem strzelców toczone w początkowym okresie wojny polsko-bolszewickiej.

## Geneza
W ostatnich miesiącach 1918 i w pierwszych 1919 na wschodnich krańcach odradzającej się Rzeczypospolitej stacjonowały wojska niemieckie Ober-Ostu. Ich ewakuacja powodowała, że opuszczane przez nie tereny od wschodu zajmowała Armia Czerwona. Jednocześnie od zachodu podchodziły oddziały odradzającego się Wojska Polskiego. W lutym 1919 oddziały polskie weszły w kontakt bojowy z jednostkami Armii Czerwonej. Rozpoczęła się nigdy nie wypowiedziana wojna polsko-bolszewicka. W tym okresie oddziały polskie prowadziły ograniczone działania zaczepne. W połowie lutego front polsko-sowiecki ustalił się na linii rzeki Szczary. W końcu II dekady lutego 1919 sytuacja na froncie polsko-sowieckim przedstawiała się następująco: na linii Włodzimierz Wołyński – Kowel stała grupa gen. Edwarda Rydza-Śmigłego. W rejonie Brześcia koncentrowała się grupa gen. Antoniego Listowskiego. Zabezpieczała ona linię Kobryń – Prużany. Miała wysunięte pododdziały w Mokranach, Kobryniu i Prużanie. W Wołkowysku koncentrowała się grupa gen. Wacława Iwaszkiewicza, posiadająca wysunięte oddziały nad Zelwianką i w Mostach nad Niemnem. Na wschód i północ od Grodna stały jeszcze wojska niemieckie.
Oddziały polskie utworzyły nad Szczarą tak zwany „Front Szczary” pod dowództwem ppłk. Bolesława Freja. Sowiecką załogę Słonima stanowiły oddziały Zachodniej Dywizji Strzelców Armii Czerwonej. 27 lutego generał Iwaszkiewicz rozkazał rozpocząć działania i zepchnąć wojska sowieckie na prawy brzeg Szczary. Po zajęciu Słonima dywizja miała obsadzić linię rzeki Szczary od ujścia jej do Niemna, aż do wsi Czemioły. Działania zabezpieczały na północy grupa płk. Stanisława Rawicza-Dziewulskiego (Grupa Zaniemeńska), która miała nie dopuścić do zajęcia Grodna, a od południa grupa generała Listowskiego działająca w kierunku Pińska. Kierownictwo działań z rozkazu generała Iwaszkiewicza objął płk Frej.

## Walczące wojska
| Jednostka                               | Dowódca                      | Podporządkowanie          |
| Wojsko Polskie                          |                              |                           |
| dowództwo Dywizji Litewsko-Białoruskiej | gen. Wacław Iwaszkiewicz     | Front Litewsko-Białoruski |
| ⇒ Miński pułk strzelców                 | płk Józef Borodzicz          |                           |
| → I batalion                            | mjr Wincenty Rutkiewicz      |                           |
| → pluton 10 pułku ułanów                |                              |                           |
| → pluton artylerii 8 pap                |                              |                           |
| ⇒ Wileński pułk strzelców               | płk Włodzimierz Skrzyszewski |                           |
| Armia Czerwona                          |                              |                           |
| dowództwo Dywizji Zachodniej            | Roman Łągwa                  | Armia Zachodnia           |
| ⇒ 4 rewolucyjny pułk warszawski         |                              | Dywizja Zachodnia         |
| ⇒ 6 rewolucyjny pułk grodzieński        |                              | Dywizja Zachodnia         |
| ⇒ szwadron czerwonych huzarów           |                              | Dywizja Zachodnia         |
| ⇒ szwadron mazowiecki                   |                              | Dywizja Zachodnia         |
| oddział miejscowych komunistów          |                              |                           |

## Walki pod Słonimem

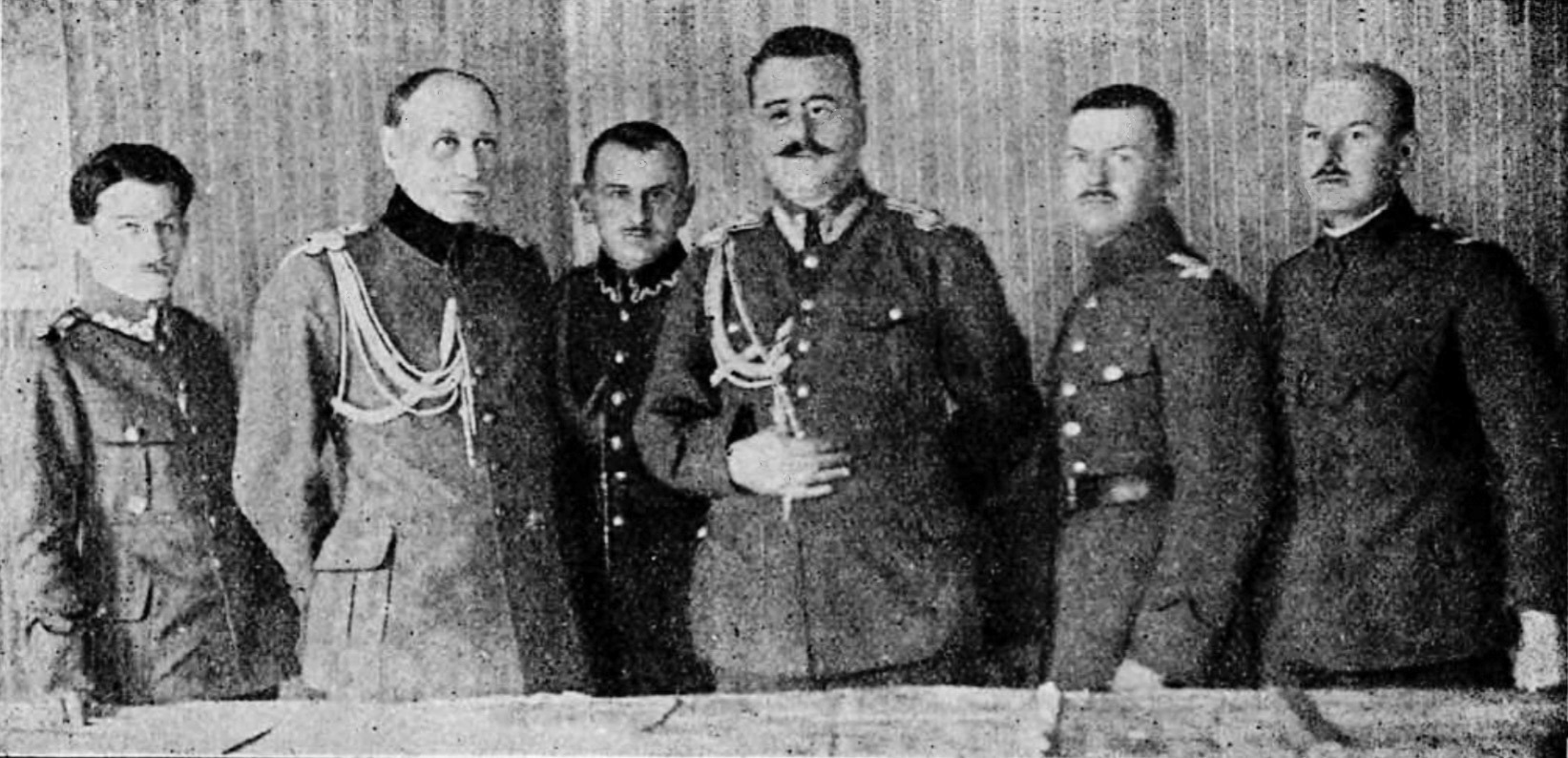
Sztab 1 Dywizji Litewsko-Białoruskiej: gen. Wacław Iwaszkiewicz-Rudoszański 4. z lewej, płk Edmund Kessler 2. z lewej

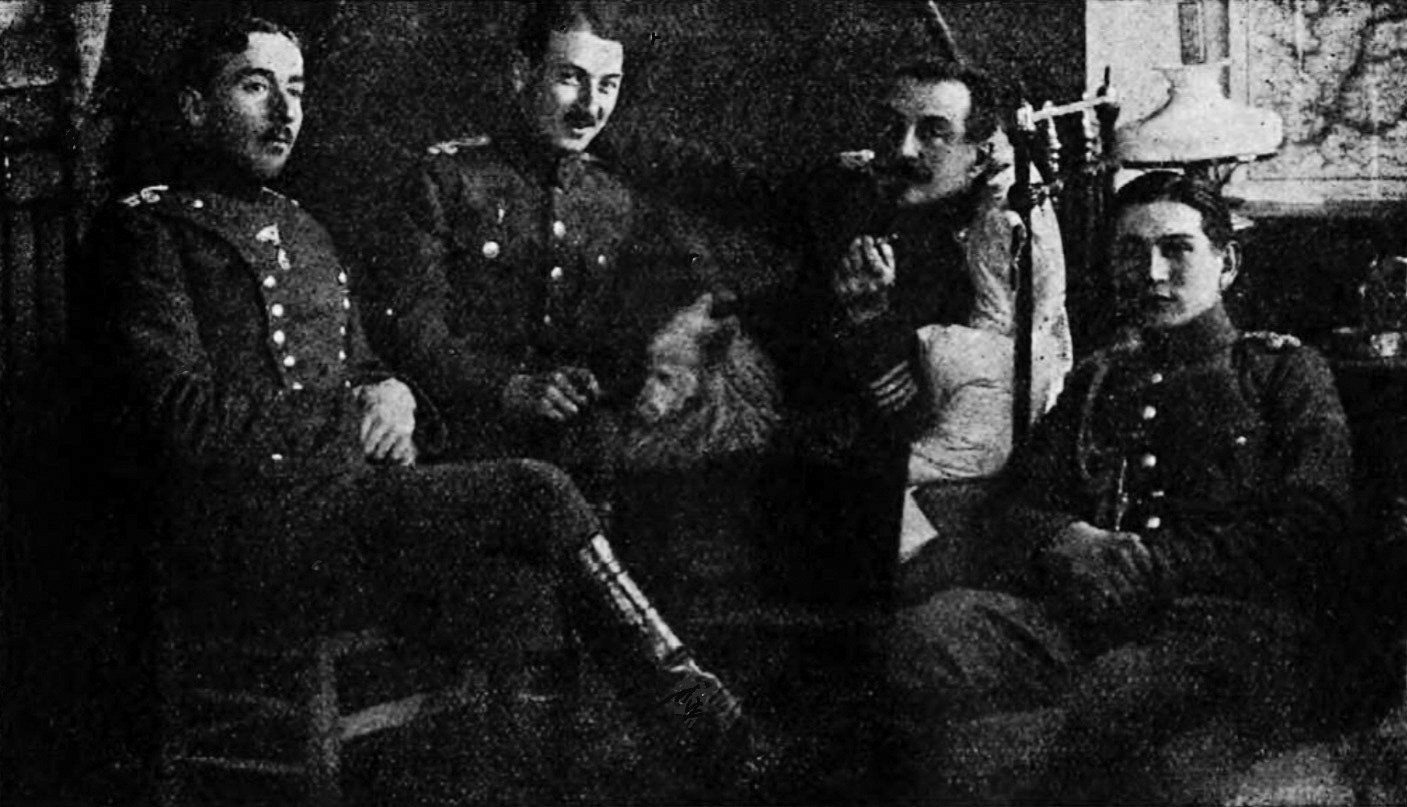
Oficerowie Dywizji Litewsko-Białoruskiej w Wołkowysku, z płk Bolesławem Frejem pośrodku; 1919

Pod koniec lutego 1919, będąca jeszcze w stadium organizacji Dywizja Litewsko-Białoruska rozpoczęła działania zaczepne na kierunku Słonima celem obsadzenia linii Szczary. Gen. Iwaszkiewicz przeznaczył do akcji zaczepnej trzynaście kompanii piechoty, trzy szwadrony jazdy i dwudziałową baterię. Całość pod dowództwem płk. Bolesława Freja.
O świcie 2 marca ze wsi Czemery wyruszył na Słonim oddział wydzielony w składzie I batalion Mińskiego pułku strzelców, pluton 10 pułku ułanów i pluton artylerii. Na przedpolach miasta ogień nieprzyjacielskich karabinów maszynowych powstrzymał atak batalionu. Wówczas 3 kompania uderzyła ze skrzydła, czym poderwała do kolejnego ataku pozostałe pododdziały I batalionu. Dowódca 1 kompanii podporucznik Wojciech Korsak zaatakował od czoła, a za jego przykładem poszła 2 kompania. Nieprzyjaciel cofnął się w kierunku centrum, a w ślad za nim wpadły do miasta 1 kompania por. Ryszarda Hepnera i 3 kompania. 4 kompania por. Antoniego Dubińskiego pozostawała w odwodzie.
Polacy przerwali front, łamiąc opór pododdziałów sowieckiego „warszawskiego" pułku strzelców, a w południe batalion wdarł się do miasta i po krótkich walkach ulicznych zdobył je. Wzięto do niewoli czterdziestu jeńców, zdobyto pięć ckm-ów oraz duże składy broni i amunicji. Miński pułk strzelców obsadził mosty na Szczarze i utworzył przedmoście na wschodnim brzegu rzeki. Równocześnie Wileński i Kowieński pułk strzelców dotarły do Szczary w rejonie Słonima.
7 marca od strony Baranowicz zaczęły podchodzić większe siły sowieckie. Ppłk Bolesław Frej wzmocnił załogę Słonima przybyłymi z Wołkowyska 5/Mińskiego ps, 2 kompanią ckm-ów i jedną kompanię Kowieńskiego pułku strzelców. 8 marca nieprzyjaciel uderzył na przedmoście Słonima. Atak strzelców wspierały dwa samochody pancerne. W tym samym czasie wyprowadzone zostało także sowieckie natarcie na przeprawę pod Szydłowiczami. Przeprawy skutecznie bronił Wileński pułk strzelców. Oba nieprzyjacielskie ataki zostały odparte.
9 marca sowieckie pułki, złożone w większości z Polaków, po raz kolejny próbowały odbić miasto. Po południu czerwonoarmiści przełamali obronę na lewym skrzydle obrony przedmościa, opanowali jeden z mostów i wdarli się do miasta. Dopiero kontratak odwodowej kompanii Mińskiego pułku strzelców pod dowództwem por. Wojciecha Korsaka odrzucił przeciwnika poza rogatki. Obie strony poniosły wysokie straty.
Również nocą nieprzyjaciel prowadził działania ofensywne. Pododdziały sowieckiego Warszawskiego pułku strzelców przeniknęły przez rzadko obsadzony front na północny wschód od Słonima, lasami obeszły miasto i o świcie zaatakowały je. Dopiero po trzech godzinach walk ulicznych udało się nieprzyjaciela odrzucić. Także podjęta przez czerwonoarmistów  próba obejścia Słonima od południa nie powiodła się. Tu tamę nie do przebycia stanowił półszwadron por. Stanisława Czuczełowicza. 12 marca oddziały Armii Czerwonej  rozpoczęły odwrót znad Szczary w kierunku Baranowicz.